# Weston Lakes
Weston Lakes – miasto w Stanach Zjednoczonych, w stanie Teksas, w hrabstwie Fort Bend.